# Trafic
Trafic ist eine französische Filmkomödie, die 1971 in Paris uraufgeführt wurde. Es ist der fünfte und letzte abendfüllende Kinofilm von Jacques Tati und lief in Deutschland ursprünglich auch unter dem Titel Tati im Stoßverkehr. In diesem Film trat Tatis populäre Figur des Monsieur Hulot zum letzten Mal auf. „Trafic“ ist das französische Wort für Verkehr; hier ist speziell der Straßenverkehr gemeint.

## Handlung
Es werden die einzelnen Stationen bei der Montage eines Autos gezeigt – vom Pressen des Karosserieblechs bis zum Abstellen des fertigen Wagens. Dabei läuft buchstäblich nicht alles glatt.
In Amsterdam soll die Internationale Autoshow stattfinden. Eine Messehalle wird in mehrere Bereiche unterteilt und die Verantwortlichen legen die Plätze für die verschiedenen Stände fest. Auch die Pariser Autofabrik ALTRA will bei dieser Messe ihren neuen Campingwagen vorstellen. Die Mitarbeiter der Firma laden den Prototyp des Campingwagens auf einen Lastwagen. Zudem transportiert ein Kombi die Dekorteile für den Messestand, den Vertriebsleiter und Monsieur Hulot, einen Mitarbeiter der ALTRA. Die junge Maria, die erste Public-Relations-Mitarbeiterin der Firma, fährt mit ihrem Shih Tzu names Piton in ihrem eigenen Cabrio.
Schon nach wenigen Minuten wird die Fahrt über die Autobahn unterbrochen, da der Lastwagen einen Plattfuß hat. Monsieur Hulot steigt aus, um dem Fahrer Marcel beim Reifenwechsel zu helfen; den Kombi schickt er weiter. Später ist der Tank leer und der Laster bleibt erneut stehen, Monsieur Hulot findet in einem kleinen Dorf eine Tankstelle und kehrt mit vollem Kanister zum Laster zurück. Maria treibt zur Eile an, aber zunächst muss der Laster tanken. An der Tankstelle werden wie damals üblich Werbegeschenke verteilt. Jeder Kunde erhält die Gipskopie einer klassischen Büste; auch das ALTRA-Team. Der Lastwagen quält sich durch einen Stau. Man sieht in vielen Wagen die Werbegeschenke auf der Hutablage liegen. Die Kamera beobachtet das Verhalten der Insassen: die meisten kratzen sich oder bohren in der Nase. Kurz darauf versagt die Kupplung des Lastwagens, wohl durch das ständige Anfahren und Bremsen im Stau. Hulot sucht eine Werkstatt und gibt dem Kollegen, der bereits mit dem Kombi in Amsterdam angekommen ist, telefonisch Bescheid, dass sie wegen einer Panne in Belgien feststecken. Der Automechaniker sieht im Fernsehen den Start von Apollo 11.
Unterdessen in Amsterdam: Der Messechef wird fürs Radio interviewt. Der Stand von ALTRA wird aufgebaut. Die anderen Aussteller polieren ein letztes Mal ihre Modelle. Maria trifft ein. Als sie von der Panne hört und niemanden in der Garage, aus der Hulot angerufen hat, telefonisch erreichen kann, fährt sie wieder zurück zu den Kollegen.
Der Lastwagen wird in die Werkstatt geschleppt. Im Radio wird die Eröffnung der Messe in Amsterdam übertragen; auch in der Werkstatt hört man die Sendung. Kurz darauf kann der Lastwagen weiterfahren. Schnell gerät der Lastwagen wieder in einen Stau. Diesmal fängt die Kamera lauter gähnende Insassen ein; auch Hulot und Marcel sind darunter. Maria trifft die beiden und treibt sie zur Eile an. Unter ihrer Führung passieren die beiden Wagen ohne anzuhalten die Grenze zu den Niederlanden. Der Zoll löst deshalb eine Fahndung aus: die Fahrzeuge werden von einer Motorradstreife gestoppt und zu einer Polizeiwache gebracht.
In Amsterdam ist die Messe inzwischen in vollem Gang: Die Messeverkäufer führen den Besuchern die neuen Modelle vor. Ob Verkäufer oder Besucher, alle nähern sich den Wagen auf die gleiche Weise: Türen öffnen und schließen; Kofferraum öffnen und schließen; Motorhaube öffnen und schließen.
Hulot und Marcel sind auf der Wache ähnlich beschäftigt: Sie mussten den Campingwagen abladen und führen ihn den Beamten vor. Da wird die vordere Stoßstange zum herausziehbaren Heizelement für den als Grillrost herunterklappbaren Kühlergrill, aus der hinteren Stoßstange lassen sich seitlich zwei Stühle herausschwenken und aus der Lenkradnabe lässt sich ein im Hupknopf eingebauter Rasierapparat herausziehen. Schließlich verlängert sich der Wagen auf Knopfdruck, so dass zwei Erwachsene bequem darin schlafen können. Natürlich gibt es auch einen Fernseher, auf dem wieder einmal ein Bericht über die Mondlandung läuft. Die Besichtigung wird jäh durch einen Alarm unterbrochen. Die Beamten rücken aus und die beschlagnahmten Fahrzeuge müssen über Nacht in der Wache bleiben.
Am nächsten Morgen darf das ALTRA-Team endlich die Fahrt fortsetzen. Maria treibt wieder zur Eile an und rast über eine Kreuzung, die von einem Polizisten geregelt wird. Er dreht sich und rudert heftig mit den Armen, um sein Gleichgewicht wieder zu finden. Das löst eine Massenkarambolage aus. Die Fahrerinnen und Fahrer der beschädigten Autos steigen aus und recken sich. Dann suchen sie abgefallene Teile und tauschen diese untereinander. Durch den Aufprall wurde der linke vordere Kotflügel des Campingwagens beschädigt. Maria und Marcel suchen deshalb erneut eine Werkstatt auf. Der Mechaniker verspricht, den Schaden am Campingwagen am nächsten Morgen zu reparieren und bringt die beiden bei sich in der Bootswerkstatt über Nacht unter. Hulot bringt inzwischen einen älteren Herrn nach Hause, der beim Unfall leicht verletzt wurde. Hulot will dessen Ehefrau holen, jedoch funktioniert die Klingel nicht. Auch Steinchenwerfen klappt nicht. Als er versucht, an der Fassade hinaufzuklettern, reißt er den hochwachsenden Efeu an dieser hinunter. Daraufhin erscheint die Ehefrau und bringt ihren Mann ins Haus. Vergeblich versucht Hulot, den Schaden wiedergutzumachen.
In Amsterdam wird der ALTRA-Stand von anderen Ausstellern abgebaut und benachbarte Firmen belegen die Fläche mit ihren Fahrzeugen.
Der Mechaniker unterbricht die Reparatur des Campingwagens, um mit Hulot und Marcel die Mondlandung von Apollo 11 im Fernsehen zu sehen. Schließlich wird der Campingwagen wieder aufgeladen und das ALTRA-Team setzt die Fahrt fort. Wieder sind Bilder von ganz verschiedenen Fahrzeuginsassen zu sehen. Endlich trifft der Lastwagen in Amsterdam ein.
Die drei kommen zu spät, die Messe wurde bereits beendet. Maria hatte die Termine nicht korrekt notiert (9. statt 6.). Während die anderen Aussteller einpacken, beanstandet der Direktor von ALTRA die Rechnung: Da der Stand nicht bis zum Schluss genutzt wurde, müsse der Preis von 300.000 Francs reduziert werden. Der Messedirektor weigert sich, die Rechnung für ALTRA ändern zu lassen. Der Direktor glaubt irrtümlich, dass Hulot – der durch die Halle wandert und sich die anderen Modelle ansieht – sich über die Diskussion lustig macht und feuert ihn, dabei war es der Fensterputzer, der fröhlich vor sich hergepfiffen hat. Hulot und Maria brechen gemeinsam auf.
Draußen führt Marcel den Campingwagen den vielen interessierten Passanten vor und verteilt eifrig Prospekte. Hulot und Maria gehen quer über den Parkplatz vor dem Messegelände zur U-Bahn. Da es anfängt zu regnen, spannt Hulot seinen Schirm auf. Am Eingang zur U-Bahn-Station verabschiedet er sich von Maria und ihrem Hund Piton und steigt die Treppe hinunter. Als ihm zahlreiche Passanten mit geöffneten Schirmen auf der Treppe entgegenkommen, wird ihm der Schirm aus der Hand gerissen und auf den anderen Schirmen nach oben befördert. Als Hulot wieder hochläuft, um seinen Schirm einzufangen, findet er sich der im Regen stehenden Maria gegenüber. Die beiden setzen gemeinsam den Weg über den Parkplatz fort.
Auf der Straße neben dem Parkplatz staut sich der Verkehr. Wegen des Regens laufen die Scheibenwischer. Viele von ihnen spiegeln das Verhalten der Insassen wider. Die Fußgänger finden zwischen den Automassen nur mühsam ihren Weg.

## Entstehungsgeschichte
Obwohl Tati eigentlich keinen Film mehr mit der Figur des Monsieur Hulot drehen wollte, sah er sich dazu gezwungen: Nach Abschluss der überaus teuren Dreharbeiten zu Playtime war Tati praktisch pleite. Er konnte seinen neuen Film nicht alleine mit seiner Firma Specta-Films produzieren und musste sich finanzkräftige Partner suchen. Jedoch wäre niemand bereit gewesen, einen Film ohne Hulot zu finanzieren.
Im Juni 1968 entwarfen Tati und der niederländische Dokumentarfilmer Bert Haanstra einen Vertrag mit dem Ziel, eine Filmkomödie in Farbe zu drehen. Der Arbeitstitel des Films sollte „Hulot Production No 5“ lauten. Weiter wurde vereinbart, dass ein wesentlicher Teil in den Niederlanden gedreht werden würde. Dafür hätte sich ein niederländischer Filmfonds mit 150.000 US-Dollar an den Kosten beteiligt.
Es gab allerdings noch kein Drehbuch. Haanstra ließ daher von einem Comiczeichner Skizzen von komischen Ereignissen im Straßenverkehr anfertigen, aus denen er und Tati mehrere als Vorlage für die Filmszenen auswählten. „Trafic“ wurde also von Anfang an nicht als Erzählung, sondern als Abfolge von Bildern konzipiert. Haanstra hatte die Erlaubnis erhalten, auf dem Amsterdamer Messegelände zu drehen. Im Frühjahr 1969 filmte er die Vorbereitungen für die Autoshow sowie Autofahrer auf den Straßen von Amsterdam.
Tati hatte inzwischen Kontakt zum schwedischen Fernsehen aufgenommen. Für 200.000 US-Dollar durften die Schweden einen Dokumentarfilm über die Dreharbeiten zu „Trafic“ drehen. Außerdem gelang es Tati im Sommer 1969, den amerikanischen Bankier Robert Dorfman zu einer Investition in den Film zu überreden.
Jedoch kam nichts von diesem Geld in den Niederlanden an. Haanstra hatte die Dreharbeiten in Amsterdam und weitere in der Autofabrik DAF daher zunächst aus eigener Tasche bezahlt. Im Juni 1969 sandte Tati Haanstra einen fertigen Vertrag. Aber Haanstras Anwälte rieten ihm von der Unterschrift ab, da er sonst den überwiegenden Teil des finanziellen Risikos tragen müsse. Haanstra versuchte in den folgenden Wochen mehrmals vergeblich, Tati zu erreichen. Schließlich erklärte er im August 1969 die Zusammenarbeit für beendet.
Im Sommer 1970 drehte Tati mit Andreas Winding die Sequenzen auf den diversen Autobahnen und in der belgischen Werkstatt. Dies war ihm möglich, weil er inzwischen noch andere Finanziers ins Boot holen konnte.
Im März 1971 sollten dann die noch fehlenden Szenen in Amsterdam gedreht werden. Als die Mitarbeiter des schwedischen Fernsehens dort eintrafen, teilte Tati ihnen mit, dass er sein Budget weit überzogen hatte und der Kameramann daher zurück nach Paris beordert wurde. Daher wurden die nächsten Szenen von dem schwedischen Kameramann Lasse Hallström gedreht, während sein Kollege Karl Haskel die Dreharbeiten für die Dokumentation ausführte. Da Winding seine Ausrüstung mitgenommen hatte, stellten die Schweden Kamera und Filmmaterial auch für die Spielszenen zur Verfügung. Nach zwei Tagen hatten Tati und Hallström eine Meinungsverschiedenheit, und Tati feuerte den Schweden. Am letzten Drehtag war daher Haskel der Kameramann für „Trafic“.

## Figuren
Anders als in den vorangegangenen Filmen ist Hulot hier kein Müßiggänger, sondern Angestellter eines Betriebs. Er wird von einigen Autoren als Konstrukteur der ALTRA bezeichnet, obwohl das aus dem Film nicht unbedingt hervorgeht. Marcel stellt ihn bei der Polizei als Designer des Campingwagens vor. Tatsächlich steht er lediglich an einem Zeichenbrett und versucht, eine Zeichnung des Campingwagens mit geraden Strichen einzurahmen (was ihm aber nicht gelingt, da ständig jemand in sein Büro reingestürmt kommt und ihn erschreckt).
Ansonsten bleibt Hulot auch in diesem Film der Mann mit Trenchcoat, Hütchen, Ringelsocken und Regenschirm. Letzterer kommt in diesem Film übrigens zum ersten Mal zum Einsatz.
Maria ist eine selbstbewusste dominante Frau und damit die erste dieser Art in einem Film von Tati. Sie nutzt ihr Cabrio nicht nur als Transportmittel, sondern auch als Kleiderschrank und Umkleidekabine. Dabei achtet sie darauf, immer der Situation angemessen gekleidet zu sein. So trägt sie z. B. in einer Fernfahrerkneipe Pullover und Schiebermütze sowie auf der Polizeiwache einen weißen Mantel, der den Uniformen der Polizisten ähnelt. Während sie zu Anfang noch übereifrig ihre Aufgaben erfüllt, wird sie im Verlaufe der Handlung lockerer und kann am Schluss über ihren eigenen Fehler lachen.
Neben diesen beiden Hauptfiguren bleiben die anderen Angestellten von ALTRA und die meisten übrigen Personen blass. Originell präsentiert sich nur der belgische Mechaniker, der alle Gegenstände, die ihm im Weg sind, lässig zur Seite schmeißt.

## Stilmittel
In Tatis Filmen gerät der menschliche Verstand in Konflikt mit der Technisierung des modernen Lebens. Auch in „Trafic“ stehen sich Natur und Technik, der Mensch und die von ihm geschaffene Welt, das Alte und das Neue gegenüber. Die Bilder von der Amsterdamer Ausstellung werden zwischen die Aufnahmen von Autowerkstätten und Schrottplätzen geschnitten. In den Werkstätten sehen die Mechaniker im Fernsehen Berichte über die Mondlandung. Überhaupt machen Kontraste einen wesentlichen Teil von „Trafic“ aus. Die realen Szenen von der Mondlandung und aus Amsterdam stehen gleichberechtigt neben den gespielten Szenen. Letztere sind von den realen Szenen nur zu unterscheiden, wenn man die Entstehungsgeschichte des Films kennt.
Ein wesentliches Thema ist bei Tati immer der Gegensatz von Natur und Technik. Während diese sich in Tatis früheren Werken klar gegenüberstehen, scheinen sie in „Trafic“ manchmal zu verschmelzen; die Menschen und ihre Autos ähneln sich. Die in den Unfall verwickelten Fahrzeuge bewegen sich auf individuelle Weise und geben verschiedene Geräusche von sich. Es scheint sogar, als ob man aus diesen Geräuschen auf Gefühle der Fahrzeuge schließen könne.
„Trafic“ spielt in einer Welt, die für das Auto geschaffen wurde und in der die Menschen nur zweitrangig sind. Die meisten kommen nicht pünktlich dort an, wo sie hin möchten. Das gilt nicht nur für die Autofahrer; also die drei Hauptfiguren, die Unfallbeteiligten, die Wartenden auf der Polizeiwache und die Wartenden in den zahlreichen Staus. Auch die Fußgänger werden in der abschließenden Szene von den Autos am zügigen Fortkommen gehindert.
Tati verweist den Zuschauer in die Rolle des distanzierten Betrachters. Dies erreicht er durch die fast ausschließliche Verwendung von Totalen und halbnahen Einstellungen. In „Trafic“ gibt es keine Nah- oder Großaufnahmen von Personen. Dennoch kommen die Personen in „Trafic“ trotz aller Distanz dem Zuschauer näher als die Personen in Playtime.
Weiter passen sich die Schnittfolgen dem Inhalt an. Harte, rhythmische Schnitte am Anfang vom Automobilwerk und kurze Einstellungen auf der Autobahn werden abgelöst von langen Passagen der Urlaubsidylle am Fluss und behutsamen Schwenks bei Aufnahmen der choreographischen Szenen: Hauben- und Türenöffnen bei der Messe, der Auftritt der beiden parallel agierenden Motorradfahrer und der Unfall auf der Kreuzung.
Das Auto tritt in „Trafic“ als gepflegtes Statussymbol, Versprechen von Geschwindigkeit und Zweckmäßigkeit; aber auch als Opfer versagender Technik und Verkehrsregeln auf. Ein immer wiederkehrendes Motiv ist das Warten vor Tankstellen, Werkstätten, verstopften Straßen, Schlagbäumen. Diese freiwillige Unfreiheit des Menschen überzeichnet der Film liebevoll ins Groteske.

## Sonstiges
Der Film wurde im April 1971 im Gaumont-Kino auf den Champs Elysées uraufgeführt. Dazu wurde der damalige französische Innenminister Raymond Marcellin eingeladen.
Der Campingwagen wurde auf Basis eines Renault 4 Kastenwagens (Fourgonette) konstruiert. Er wurde in den Wochen nach der Uraufführung in den Showräumen von Renault ausgestellt, die dem Gaumont-Kino direkt gegenüberlagen.
„Trafic“ ist der erste Film von Tati, der – teilweise – außerhalb Frankreichs spielt. Alle Darsteller sprechen ihre Texte in ihrer Muttersprache, also hauptsächlich Französisch, Flämisch und Niederländisch. Die Amerikanerin Maria Kimberly spricht Englisch und Französisch.
Tati spielte nicht nur Monsieur Hulot, sondern auch einen der Planer der Autoshow in der Eingangssequenz.
Der kleine gelbe Sportwagen, welcher im Film von Maria Kimberly gefahren wird, ist ein Siata 850 Spring Spider.
Am Ende des Films, nachdem Hulot wieder aus dem U-Bahn-Aufgang kommt und er mit Maria im Regen über den Parkplatz geht, stoppt vor ihnen ein Lancia Fulvia Sport (Erste Serie).

## Kritik
„Tatis satirische Komödie über den seltsamen Gebrauch, den Menschen vom Auto machen, unterhält mit zahlreichen köstlichen Gags und liebenswürdigem Humor. Der Film überzeugt vor allem durch seine poetische Klarheit und Reinheit, die alles ausstrahlt, was Jacques Tati am Herzen liegt: nicht die große Gesellschaftskritik, sondern die feinsinnige Mahnung, sich nicht manipulieren zu lassen von der Hektik und der Überbewertung der technischen Konsumjagd. - Sehenswert ab 8.“